# Australsecodes elachertiformis
Australsecodes elachertiformis är en stekelart som först beskrevs av De Santis 1955.  Australsecodes elachertiformis ingår i släktet Australsecodes och familjen finglanssteklar. Inga underarter finns listade.